# Sindaci di Marsala
Il sindaco di Marsala è il primo cittadino della città lilibetana e quindi il vertice dell'amministrazione comunale della città.

Il gonfalone della città di Marsala

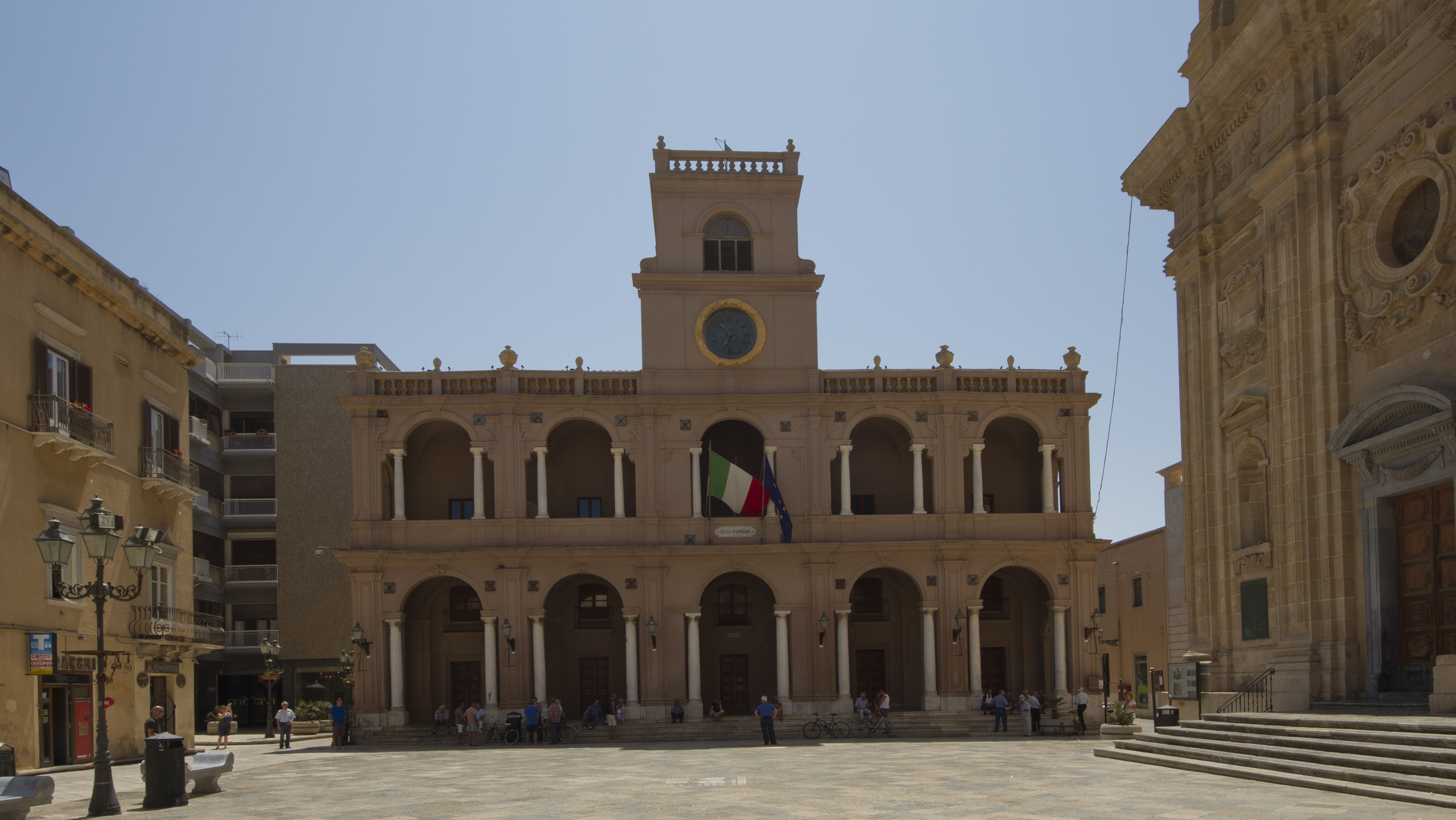
Il Palazzo VII Aprile di Marsala, sede del consiglio comunale di Marsala

Il gabinetto del primo cittadino ha sede nella casa comunale, presso il quartier militare spagnolo.
L'attuale sindaco è l'onorevole Massimo Grillo che ha vinto le elezioni amministrative del 2020 con il 56,80% di voti contro il suo principale avversario politico il sindaco uscente dott. Alberto di Girolamo (lo stesso avversario del 2015 con il quale aveva perduto) e che succede ad esso.

## Il municipio
Il municipio, chiamato anche casa comunale, è ospitato presso il quartier militare spagnolo.
L’edificio fu edificato tra il 1576 e il 1577 e sorge sulla via Giuseppe Garibaldi, una delle più importanti arterie della città, che inizia da Porta Garibaldi (una volta Porta di Mare) e giunge fino a Piazza della Repubblica, dove è presente il Palazzo VII Aprile sede del consiglio comunale di Marsala.
Durante la dominazione spagnola della città era sede dei militari spagnoli in servizio a Marsala e delle varie truppe spagnole di presidio o anche solamente di passaggio.
Dal 1865 ospita alcuni degli uffici comunali tra i quali il gabinetto del sindaco. All’ingresso di esso sopra al portone è situato il vecchio stemma della città raffigurante la Madonna della Cava di Marsala patrona principale e speciale protettrice della città, mentre nell’atrio è collocata un'epigrafe, dove è incisa la motivazione del conferimento della medaglia d’oro al valore civile concessa nel 1961 alla città di Marsala dal presidente della Repubblica Giovanni Gronchi per lo straordinario contributo dato dalla cittadinanza durante e dopo i bombardamenti del 13 maggio 1943 durante il secondo conflitto mondiale.

## Il distintivo del sindaco
Il distintivo del sindaco come tutti è la fascia tricolore con applicato lo stemma della città di Marsala.

## Storia
Dal 1946 al 1993 i sindaci erano eletti dal consiglio comunale; a partire dalle elezioni amministrative del 1993 sono eletti dai cittadini con l'elezione diretta del sindaco.

## Primi cittadini illustri
Tra i sindaci più illustri di Marsala si citano il patriota italiano e garibaldino marsalese Abele Damiani, Francesco Pizzo, l’avvocato Gaspare Sammaritano, il sindaco e deputato nazionale Egidio Alagna, il senatore Pietro Pizzo e Salvatore Lombardo, sindaco per due mandati consecutivi e primo sindaco eletto dai cittadini con l'elezione diretta.

## Cronotassi dei sindaci di Marsala

### Regno d'Italia (1861-1946)
Non si hanno informazioni dettagliate sui sindaci di Marsala durante il Regno d’Italia. 
Di questo periodo è stato sindaco il patriota e garibaldino marsalese Abele Damiani dal 1861 al 1862.

### Repubblica Italiana (1946-oggi)
Dal 1946 al 1993 i sindaci venivano eletti dal consiglio comunale, in seguito vengono eletti dai cittadini con metodo di elezione diretta. Viene mostrata la cronotassi dell'epoca repubblicana suddivisa in due tabelle e in due paragrafi a seconda del periodo storico e del metodo di elezione. Il primo sindaco dell’età repubblicana, fu il prof. Luca Frazzitta che si prodigò per la ricostruzione della città post-bombardamenti della 2ª guerra mondiale, avvenuti nel triste 11 Maggio 1943.

#### Elezione consiliare del Sindaco (1946-1993)
Tra i sindaci eletti dal consiglio comunale si cita l’avvocato Gaspare Sammaritano che è stato primo cittadino di Marsala per otto mandati più due come commissario straordinario.
Di seguito viene mostrato l'elenco dei sindaci di Marsala, eletti con elezione consiliare dal 1946 al 1993, e dei commissari straordinari.
| #    | Nome           | Nome                      | Carica                  | Mandato           | Mandato          | Partito                     | Elezione                  |
| #    | Nome           | Nome                      | Carica                  | Inizio            | Fine             | Partito                     | Elezione                  |
| ---- | -------------- | ------------------------- | ----------------------- | ----------------- | ---------------- | --------------------------- | ------------------------- |
| 1    |                | Luca Frazzitta            | Sindaco                 | 26 aprile 1945    | 15 ottobre 1945  | (Sinistra)                  | 1945                      |
| 2    |                | Domenico Ruggeri          | Sindaco                 | ottobre 1945      | ?                | ?                           | ?                         |
| 3    |                | Giuseppe Augotta          | Sindaco                 | ?                 | ?                | ?                           | ?                         |
| 4    |                | Vincenzo Regina           | Sindaco                 | ?                 | ?                | ?                           | ?                         |
| 5    |                | Stefano Russo             | Sindaco                 | ?                 | giugno 1952      | ?                           | ?                         |
| 6    |                | Salvatore Grillo          | Sindaco                 | 22 giugno 1952    | 19 luglio 1952   | Democrazia Cristiana        | ?                         |
| 6    | 27 luglio 1952 | Salvatore Grillo          | Sindaco                 | 30 settembre 1954 | ?                | Democrazia Cristiana        |                           |
| 7    |                | Edoardo Alagna            | Sindaco                 | settembre 1954    | ?                | ?                           | ?                         |
| 8    |                | Gaspare Garamella         | Sindaco                 | ?                 | ?                | ?                           | ?                         |
| 9    |                | Vincenzo Grasellino       | Sindaco                 | ?                 | ?                | ?                           | ?                         |
| 10   |                | Francesco Pizzo           | Sindaco                 | ?                 | ?                | ?                           | ?                         |
| 11   |                | Vincenzo La Vela          | Sindaco                 | ?                 | ?                | ?                           | ?                         |
| 12   |                | Gaspare Sammaritano       | Sindaco                 | ?                 | ?                | ?                           | ?                         |
| 13   |                | Isidoro Spanò Di Rocco    | Sindaco                 | ?                 | ?                | ?                           | ?                         |
| 14   |                | Vito Vittorio Pellegrino  | Sindaco                 | ?                 | ?                | ?                           | ?                         |
| 15   |                | Antonino Lombardo Angotta | Sindaco                 | ?                 | ?                | ?                           | ?                         |
| 16   |                | Roberto Genna             | Sindaco                 | ?                 | ?                | ?                           | ?                         |
| (14) |                | Vito Vittorio Pellegrino  | Sindaco                 | ?                 | ?                | ?                           | ?                         |
| (7)  |                | Edoardo Alagna            | Sindaco                 | ?                 | ?                | ?                           | ?                         |
| (14) |                | Vito Vittorio Pellegrino  | Sindaco                 | ?                 | ?                | ?                           | ?                         |
| (7)  |                | Edoardo Alagna            | Sindaco                 | ?                 | ?                | ?                           | ?                         |
| (12) |                | Gaspare Sammaritano       | Sindaco                 | ?                 | ?                | ?                           | ?                         |
| 17   |                | Rosario Pazzaro           | Sindaco                 | ?                 | ?                | ?                           | ?                         |
| (12) |                | Gaspare Sammaritano       | Sindaco                 | ?                 | ?                | ?                           | ?                         |
| 18   |                | Michele Angileri          | Sindaco                 | ?                 | ?                | ?                           | ?                         |
| (17) |                | Rosario Pazzaro           | Sindaco                 | ?                 | 1980             | ?                           | ?                         |
| 19   |                | Egidio Alagna             | Sindaco                 | 1980              | ?                | Partito Socialista Italiano | ?                         |
| (12) |                | Gaspare Sammaritano       | Sindaco                 | ?                 | ?                | ?                           | ?                         |
| 20   |                | Matteo Gandolfo           | Sindaco                 | ?                 | ?                | ?                           | ?                         |
| (19) |                | Egidio Alagna             | Sindaco                 | ?                 | ?                | Partito Socialista Italiano | ?                         |
| (12) |                | Gaspare Sammaritano       | Sindaco                 | ?                 | ?                | ?                           | ?                         |
| (20) |                | Matteo Gandolfo           | Sindaco                 | ?                 | 1985             | ?                           | ?                         |
| 21   |                | Vincenzo Genna            | Sindaco                 | 1º luglio 1985    | febbraio 1988    | Partito Socialista Italiano | 1985                      |
| 22   |                | Luigi Sciacca             | Sindaco                 | 11 febbraio 1988  | 30 luglio 1990   | Partito Socialista Italiano | 1985                      |
| 23   |                | Pietro Pizzo              | Sindaco                 | 30 luglio 1990    | 30 marzo 1991    | Partito Socialista Italiano | 1990                      |
| 24   |                | Ludovico Anselmi          | Sindaco                 | 29 aprile 1991    | 8 novembre 1991  | Partito Socialista Italiano | 1990                      |
| (21) |                | Vincenzo Genna            | Sindaco                 | 11 febbraio 1992  | 2 aprile 1993    | Partito Socialista Italiano | 1990                      |
| -    |                | Umberto Barberi           | Commissario prefettizio | 12 giugno 1993    | 21 novembre 1993 | Commissione straordinaria   | Commissione straordinaria |

#### Elezione diretta del Sindaco (1993-oggi)
Di seguito viene mostrato l'elenco dei sindaci di Marsala eletti dai cittadini con elezione diretta a partire dal 1993, e dei commissari straordinari.
| #  | Nome             | Nome                | Carica                    | Mandato          | Mandato          | Partito                         | Coalizione                       | Coalizione                              | Elezione                                          | Note     |
| #  | Nome             | Nome                | Carica                    | Inizio           | Fine             | Partito                         | Coalizione                       | Coalizione                              | Elezione                                          | Note     |
| -- | ---------------- | ------------------- | ------------------------- | ---------------- | ---------------- | ------------------------------- | -------------------------------- | --------------------------------------- | ------------------------------------------------- | -------- |
| 22 |                  | Salvatore Lombardo  | Sindaco                   | 21 novembre 1993 | 30 novembre 1997 | Indipendente di centro-sinistra |                                  | Lista civica                            | 1993                                              |          |
| 22 | 30 novembre 1997 | Salvatore Lombardo  | Sindaco                   | 23 marzo 2001    |                  | Indipendente di centro-sinistra | L'Ulivo (RI-PDS-PPI-La Rete-PRC) | 1997                                    | Dimessosi per candidarsi alle elezioni politiche. |          |
| -  |                  | Antonino Emmola     | Commissario prefettizio   | 23 marzo 2001    | 25 novembre 2001 | Commissione straordinaria       | Commissione straordinaria        | Commissione straordinaria               | Commissione straordinaria                         |          |
| 23 |                  | Eugenio Galfano     | Sindaco                   | 25 novembre 2001 | 28 maggio 2007   | Indipendente di centro-sinistra |                                  | L'Ulivo (DS-DL-PRC)                     | 2001                                              |          |
| 24 |                  | Lorenzo Carini      | Sindaco                   | 28 maggio 2007   | 7 maggio 2012    | Forza Italia                    |                                  | Casa delle Libertà (FI-AN-NPSI-Civiche) | 2007                                              |          |
| 25 |                  | Giulia Maria Adamo  | Sindaco                   | 7 maggio 2012    | 18 luglio 2014   | Unione di Centro                |                                  | Centro-sinistra (PD-UdC-MpA-Civiche)    | 2012                                              | Sospesa. |
| -  |                  | Antonio Vinci       | Vicesindaco f.f.          | 18 luglio 2014   | 5 agosto 2014    | Partito Democratico             |                                  | Centro-sinistra (PD-UdC-MpA-Civiche)    | 2012                                              |          |
| -  |                  | Giovanni Bologna    | Commissario straordinario | 5 agosto 2014    | 31 maggio 2015   | Commissione straordinaria       | Commissione straordinaria        | Commissione straordinaria               | Commissione straordinaria                         | [ 2 ]    |
| 26 |                  | Alberto Di Girolamo | Sindaco                   | 31 maggio 2015   | 5 ottobre 2020   | Partito Democratico             |                                  | Centro-sinistra (PD-PSI-Civiche)        | 2015                                              | [ 3 ]    |
| 27 |                  | Massimo Grillo      | Sindaco                   | 5 ottobre 2020   | in carica        | Unione di Centro                |                                  | Centro-destra (UdC-FI-FdI-Civiche)      | 2020                                              | [ 4 ]    |